# Умаров, Мухади Умарович
Мухади́ Ума́рович Ума́ров (2 мая 1941, Дарго, Чечено-Ингушская АССР — 10 января 2024) — российский учёный, специалист в области ботаники, доктор биологических наук, профессор, академик Академии наук Чеченской Республики, Заслуженный деятель науки Чеченской Республики, ректор Чечено-Ингушского государственного педагогического института (1981—1995).

## Биография
Родился 2 мая 1941 года в селе Дарго Веденского района Чечено-Ингушетии. 23 февраля 1944 года был депортирован.
В 1957 году семья вернулась на родину. Мухади продолжил учёбу в Даргинской средней школе. В 1965 году окончил естественно-географический факультет Чечено-Ингушского государственного педагогического института (ныне Чеченский государственный университет). После окончания института был оставлен на кафедре ботаники вуза ассистентом.
В 1973 году окончил аспирантуру в Ленинградской лесотехнической академии имени Кирова под руководством профессора А. А. Яценко-Хмелевского на кафедре анатомии и физиологии растений. В том же году и в том же вузе защитил кандидатскую диссертацию «Анатомическое строение древесины некоторых высокогорных древесных растений Восточного Кавказа». После защиты диссертации вернулся на кафедру ботаники Чечено-Ингушского государственного университета, где работал последовательно ассистентом, старшим преподавателем, доцентом, руководителем кафедры ботаники.
В 1981—1995 годах являлся первым ректором Чечено-Ингушского государственного педагогического института (ныне Чеченский государственный педагогический университет). В 1981—1990 годах участвовал в исследованиях по планам научно-исследовательских работ АН СССР и по «Региональной программе межведомственного Координационного Совета на 1987—1990 годы» и совместно с учеными Института химии древесины Латвийской Академии наук.
В 1992 году в Санкт-Петербургском университете защитил докторскую диссертацию «Пути адаптации водопроводящей ткани древесно-кустарниковых растений к горным местообитаниям». В 1993 году стал профессором. В 1992—2008 годах был заведующим кафедры ботаники.
В 1992 году стал членом-корреспондентом, а в 1996 году — академиком Академии наук Чеченской Республики. Дважды избирался вице-президентом Академии наук ЧР.
В 2001—2003 годах был заведующим кафедрой и одновременно проректором по научно-организационной работе университета. В этом качество прилагал много сил для возрождения науки, студенческого и научного сообщества, восстановлению научных контактов университета с другими вузами России, совершенствованию учебного процесса.
С 2001 года, когда был создан Комплексный научно-исследовательский институт РАН (КНИИ РАН), Умаров возглавлял при нём лабораторию «Экология», где главное внимание уделял анализу состояния и вопросам улучшения качества окружающей природной среды. Сотрудниками лаборатории была подготовлена «Концепция экологического оздоровления окружающей среды Чеченской Республики», которая утверждена правительством Чечни.
С 2004 года и до своей кончины был руководителем Датско-Чеченского партнерского проекта «Изучение генетических ресурсов лекарственных растений Чеченской Республики». Проект предусматривал расширение учебных и научных связей между Копенгагенской фармакадемией и биолого-химическим факультетом ЧГУ.
С 2004 года организовывал и руководил научным семинаром «Проблемы экологии, рационального использования и охраны Чеченской Республики» (объединенный семинар лабораторий «Флора и фауна ЧР» АН ЧР и «Экология» КНИИ РАН).
Был руководителем руководит научной лаборатории «Флора и фауна ЧР». Лаборатория занимается анализом флоры республики, подготовка списка флоры и кадастра животного мира Чеченской Республики. Умаров был ответственным редактором «Красной книги Чеченской Республики».
В сфере его научных интересов находились экология, экологическая анатомия, морфология, адаптация растений к условиям природной и техногенной среды. Им было опубликовано около ста научных и семь методических работ, сделано более 80 докладов на различного уровня научных форумах. По его инициативе в Чеченском государственном университете был подготовлен к публикации сборник «Научные проекты по наиболее актуальным проблемам Чеченской Республики», в который вошли 9 проектов, составленных им лично и с соавторами. Его ученики защитили пять кандидатских диссертаций.

## Награды и звания
- Заслуженный деятель науки Чечено-Ингушской АССР (1986);
- Почётный работник высшего профессионального образования Российской Федерации;
- Заслуженный деятель науки Чеченской Республики (2003).